# Ahlefeld-Bistensee
Ahlefeld-Bistensee è un comune di 489 abitanti dello Schleswig-Holstein, in Germania.
Appartiene al circondario (Kreis) di Rendsburg-Eckernförde (targa RD) ed è parte della comunità amministrativa (Amt) di Hüttener Berge.

## Storia
Il comune è stato istituito il 1º marzo 2008 dalla fusione degli ex comuni di Ahlefeld e Bistensee.